# Waterhouses
Waterhouses es una parroquia civil y un pueblo del distrito de Staffordshire Moorlands, en el condado de Staffordshire (Inglaterra).

## Geografía
Según la Oficina Nacional de Estadística británica, Waterhouses tiene una superficie de 26,96 km².

## Demografía
Según el censo de 2001, Waterhouses tenía 1005 habitantes (50,55% varones, 49,45% mujeres) y una densidad de población de 37,28 hab/km². El 18,71% eran menores de 16 años, el 73,93% tenían entre 16 y 74, y el 7,36% eran mayores de 74. La media de edad era de 40,92 años. Del total de habitantes con 16 o más años, el 23,62% estaban solteros, el 64,75% casados, y el 11,63% divorciados o viudos.
El 98,41% de los habitantes eran originarios del Reino Unido. El resto de países europeos englobaban al 0,4% de la población, mientras que el 1,19% había nacido en cualquier otro lugar. Según su grupo étnico, el 99,01% eran blancos, el 0,69% mestizos y el 0,3% asiáticos. El cristianismo era profesado por el 81% y cualquier otra religión, salvo el budismo, el hinduismo, el judaísmo, el islam y el sijismo, por el 0,6%. El 9,15% no eran religiosos y el 9,25% no marcaron ninguna opción en el censo.
Había 403 hogares con residentes, 14 vacíos, y 22 eran alojamientos vacacionales o segundas residencias.